# Kirchspielslandgemeinde Südermeldorf-Marsch
Die Kirchspielslandgemeinde Südermeldorf-Marsch war eine Gemeinde im Kreis Süderdithmarschen (vom 1. Oktober 1932 bis zum 30. September 1933 Kreis Dithmarschen) in der preußischen Provinz Schleswig-Holstein. 

## Geographie

### Fläche und Einwohnerzahl
Die Kirchspielslandgemeinde hatte am 16. Juni 1925 insgesamt 1863 Einwohner an 16 Wohnplätzen. Am 1. Oktober 1930 betrug ihre Fläche 31,55 km2.

### Nachbargemeinden
Nachbargemeinden waren im Uhrzeigersinn im Norden beginnend die Gemeinde Christianskoog (ab dem 13. August 1883), die Kirchspielslandgemeinde Nordermeldorf, die Stadt Meldorf sowie die Kirchspielslandgemeinden Südermeldorf-Geest und Barlt. Im Westen grenzte sie an die Nordsee.

## Geschichte
Mit der Verordnung vom 22. September 1867 wurden in der preußischen Provinz Schleswig-Holstein die selbständigen Landgemeinden eingeführt. Anders als im übrigen Provinzgebiet gab es im Westen Schleswig-Holsteins, nämlich in Dithmarschen und im Kreis Husum, eine besondere Form der kommunalen Verwaltung. Diese wurde unangetastet übernommen. So wurden aus den Gebieten der Kirchspiele, in denen bereits weltliche Strukturen vorhanden waren, politische Gemeinden, die Kirchspielslandgemeinden.
Die in den Kirchspielslandgemeinden als „Untereinheit“ vorhandenen Dorfschaften und Dorfgemeinden wurden am 1. April 1934 zu selbständigen Gemeinden/Landgemeinden. An diesem Tag wurde ebenfalls die Kirchspielslandgemeinde Südermeldorf-Marsch aufgelöst. Es wurden an ihrer Stelle die Gemeinden Ammerswurth, Busenwurth, Eesch und Elpersbüttel neu gebildet.